# Pichorowice
Pichorowice – wieś w Polsce położona w województwie dolnośląskim, w powiecie średzkim, w gminie Udanin.
W latach 1954–1959 wieś była siedzibą gromady Pichorowice, po jej zniesieniu w gromadzie Ujazd Górny.
W latach 1975–1998 miejscowość administracyjnie należała do województwa legnickiego.

## Zabytki
Do wojewódzkiego rejestru zabytków wpisane są:
- kościół parafialny pw. św. Mikołaja, z XV w. - wieża, 1821 r.
- cmentarz przykościelny, z XIV w.